# IEEE 802.3x
IEEE 802.3x是IEEE制定在雙工模式(Full Duplex)中提供流量控管的機制(Flow Control) ，相關規格已制定於 IEEE Std 802.3-2002(Annex 31B)中。
目前高效能的網路交換器皆有建置流量控管機制，當網路交換器產生擁塞時就會利用PAUSE frame 通知傳送者暫緩送出封包，以減緩擁塞情況。

## 概述
早期網路交換器在半雙工(Half Duplex) 中，有一方因為效能較差或頻寬較小，來不及處理這些源源不斷的封包時，會使用back pressure 方式，以減緩封包雍塞情況。大致分為兩種作法:
(1) force collision：當接收者發現有封包送來了，就發個封包故意產生傳輸碰撞(collision)現象。這樣傳送者發現傳輸碰撞就會安排重送，因此接收者可以有更多的時間處理封包，queue 被塞滿的情況可以暫時舒緩。
(2) false carrier：又稱deferral，接收者利用發一長串的preamble信號，讓傳送者一直以為這邊要傳輸資料過去(carrier)，因此傳送者就會等待不再送出封包。
但是雙工模式(Full Duplex)下，因為沒有載波偵聽多路存取/衝突檢測（CSMA/CD）機制，所以上述的方法無效。
在 802.3x下，當網路交換器產生擁塞時就會利用PAUSE frame 通知傳送者暫緩送出封包，以減緩擁塞情況。。